# قائمة الشبكات الناقلة للألعاب الأولمبية الصيفية 2020
سيتم بث أولمبياد صيف 2020 في طوكيو عبر التلفزيون من قبل عدد من شبكات النقل في جميع أنحاء العالم. كما هو الحال مع السنوات السابقة ، ستقوم خدمات البث الأولمبية بإنتاج التغذية العالمية المقدمة للجهات الإذاعية المحلية لاستخدامها في تغطيتها. في معظم المناطق ، تم تجميع حقوق البث في أولمبياد 2018 و 2020 معًا ، لكن بعض شبكات النقل حصلوا على حقوق المزيد من الألعاب أيضًا.

## المذيعون
في أوروبا ، ستكون هذه هي دورة الألعاب الأولمبية الثانية التي تغطيها شبكة Eurosport بموجب اتفاقية مع اللجنة الاولمبية الدولية لحقوق عموم أوروبا، والتي بدأت في دورة الألعاب الأولمبية الشتوية لعام 2018. تغطي حقوق ألعاب 2020 جميع أوروبا تقريبًا ، باستثناء فرنسا نظرًا لصفقة حقوق موجودة تنتهي صلاحيتها بعد هذه الألعاب، وروسيا. ستقوم Eurosport بتغطية الترخيص الفرعي لشبكات البث المجاني في كل إقليم ، وكذلك التغطية الجوية على القنوات المملوكة لشركة Discovery Inc. في بعض المناطق. في المملكة المتحدة ، ستكون هذه هي الألعاب الأخيرة التي تملك بي بي سي حقوقها بالكامل ، على الرغم من أنه كشرط لاتفاقية ترخيص من الباطن ستدخل في ألعاب 2022 و 2024 ، فإن Discovery تمتلك حقوق البث التلفزيوني المدفوع حصريًا لهذه الألعاب.    
وبالمثل ، فإن 2020 هي السنة الأخيرة لحقوق France Télévisions في فرنسا (على غرار BBC ، ستقوم أيضًا بترخيص الباطن لألعاب 2022 و 2024 من Eurosport). باعت Canal + حقوقها التلفزيونية المدفوعة في فرنسا إلى Eurosport ، مستشهدة بإجراءات خفض التكاليف الداخلية. 
ملاحظات
1. ↑  Rights in 22 countries in Asia, to be resold to local broadcasters
2. ↑  Except Russia.
3. ↑  Rights in Cook Islands, Fiji, Kiribati, Marshall Islands, Micronesia, Nauru, Niue, Palau, Samoa, Solomon Islands, Tonga, Tuvalu and Vanuatu.